# Wissadula divergens
Wissadula divergens är en malvaväxtart som först beskrevs av George Bentham, och fick sitt nu gällande namn av George Bentham. Wissadula divergens ingår i släktet Wissadula och familjen malvaväxter. Inga underarter finns listade i Catalogue of Life.